# Stipa gigantea
Stipa gigantea là một loài thực vật có hoa trong họ Hòa thảo. Loài này được Link miêu tả khoa học đầu tiên năm 1799.

## Hình ảnh

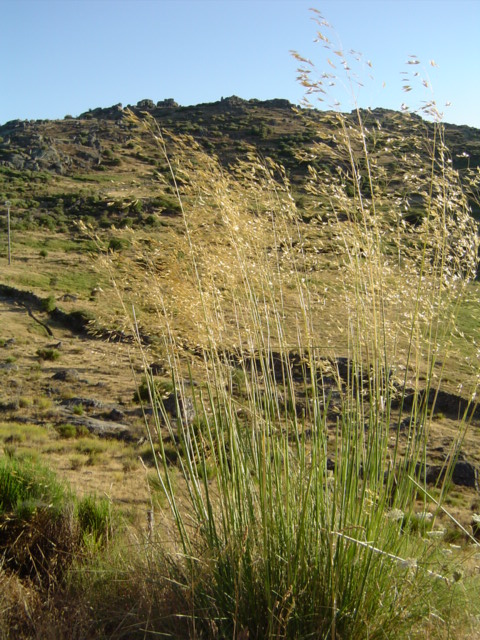
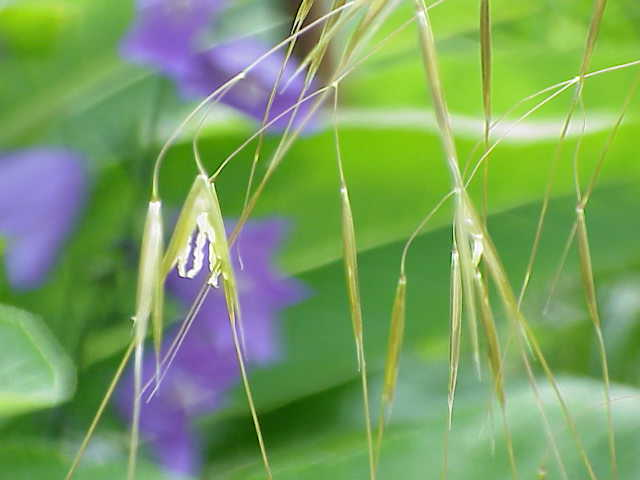
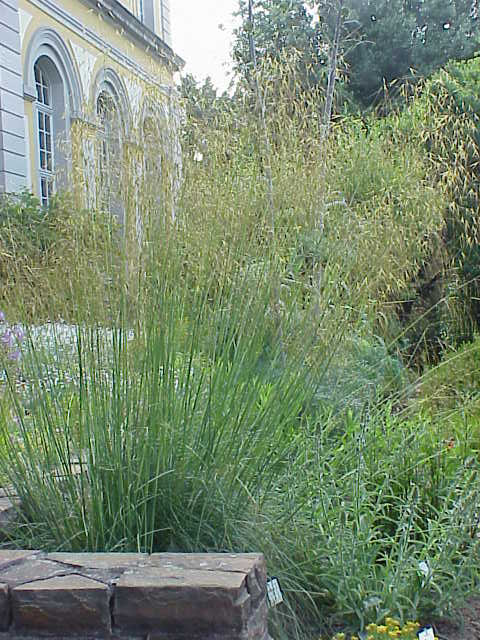
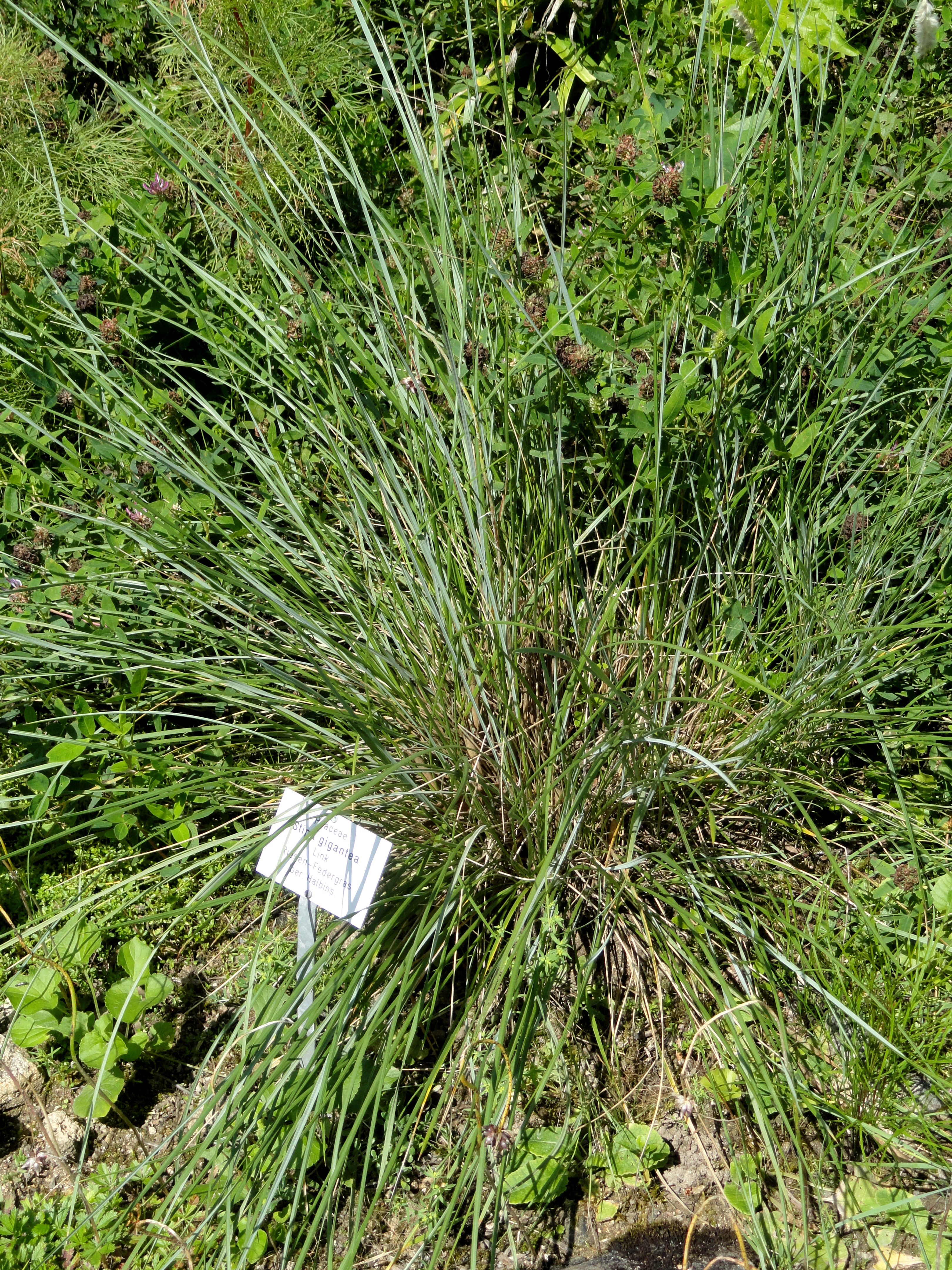